# Ramón Santamarina (Buenos Aires)
Ramón Santamarina es una localidad bonaerense del partido de Necochea, Argentina.

## Historia
Las tierras pertenecían en un comienzo a  Feliciano Chiclana, el que mensura un campo de 12 leguas cuadradas con frente al arroyo Cristiano Muerto. En 1834, Marcelino Rodríguez obtiene el campo en enfiteusis. Al caducar los derechos, los terrenos son solicitados por Ramón Santamarina, fundador de la localidad.
La fecha de fundación es el 2 de octubre de 1910, ese día se instala una carpa especial para el remate de solares, quintas y chacras, de lo que en ese momento fuera la estancia San Francisco, propiedad de quien diera nombre al pueblo. La subasta tuvo lugar en horas de la tarde, en el sector comprendido entre  los antiguos hoteles Santa Ana y La Gloria.
Previamente se sirve un gran almuerzo del que participaron lugareños y numerosos visitantes llegados en trenes especiales, contratados por la firma Santamarina y Cia.
Quienes adquirieron las tierras hicieron la grandeza de esta localidad, demostrándose en los primeros edificios, el hotel Santa Ana, y el almacén de ramos generales del mismo nombre, construidos ambos por la familia del fundador, Don Ramón Santamarina.
Ese mismo año empieza la construcción del Ramal Defferrari - Coronel Dorrego del Ferrocarril del Sud, inaugurándose la estación Ramón Santamarina que funcionó hasta 1961.

## Población
Cuenta con 430 habitantes (Indec, 2010), lo que representa un descenso del 9% frente a los 473 habitantes (Indec, 2001) del censo anterior.
| Gráfica de evolución demográfica de Ramón Santamarina entre 1991 y 2010 |
|                                                                         |
| Fuente: Censos nacionales del INDEC                                     |

## Cultura

### Fiesta Provincial del Girasol
La Fiesta Provincial del Girasol se inició el 28 de febrero de 1976 por un grupo de pobladores que en ese momento integraban la Sociedad de Fomento, una fiesta cuyo "ley motive" fue la unión mancomunada de los pobladores para actuar con pujanza y promover la cultura en la localidad, la fiesta se celebró en diversas oportunidades en distintas fechas, por motivos de organización, dejando un legado a los santamarinenses, que recuerda sus buenas cosechas de girasol, y el esfuerzo impuesto en ese momento por los agricultores.
La fiesta se caracteriza  por la muestra de desfiles de carrozas, actuación de Bandas Municipales, Guardias Marinas de la zona invitadas, shows danzantes, destrezas criollas, jineteadas, muestra de caballadas, espectáculos públicos, desfiles de maquinarias de actualidad y de época, puestos para comer carnes rojas,que se corona con la elección de la Reina Provincial del girasol, y su clásico baile final, esperando al siguiente día la doma de  potros, para culminar, una fiesta, que demuestra de Ramón Santamarina, su verdadera realización social y cultural.

## Agricultura
A sus alrededores posee buenos terrenos donde se trabajan distintos tipos de cereales.

## Ganadería
Además de disponer de buenas tierras de cultivos, también tiene grandes terrenos baldíos con abundantes pastos para el ganado, los cuales resultan excelentes para el pastoreo de vacas, caballos y corderos.

## Economía
Tanto la siembra como el pastoreo son las principales fuentes de ingresos de la localidad, como a su vez el comercio entre los negocios locales

### Emisoras de Radiodifusión
La localidad cuenta con la radio FM Radio Capital Del Girasol, en la frecuencia de 101.9 MHz .
La historia de la radiodifusión en Ramón Santamarina nació con Radio Capital Del Girasol en la frecuencia de 101.9 MHz  en el año 1993, construida con tecnología local, fue la emisora pionera de esta localidad, orientada a cumplir un servicio a la comunidad.